# Lasioglossum nemorale
Lasioglossum nemorale là một loài Hymenoptera trong họ Halictidae. Loài này được Ebmer mô tả khoa học năm 2006.